# Carbellino

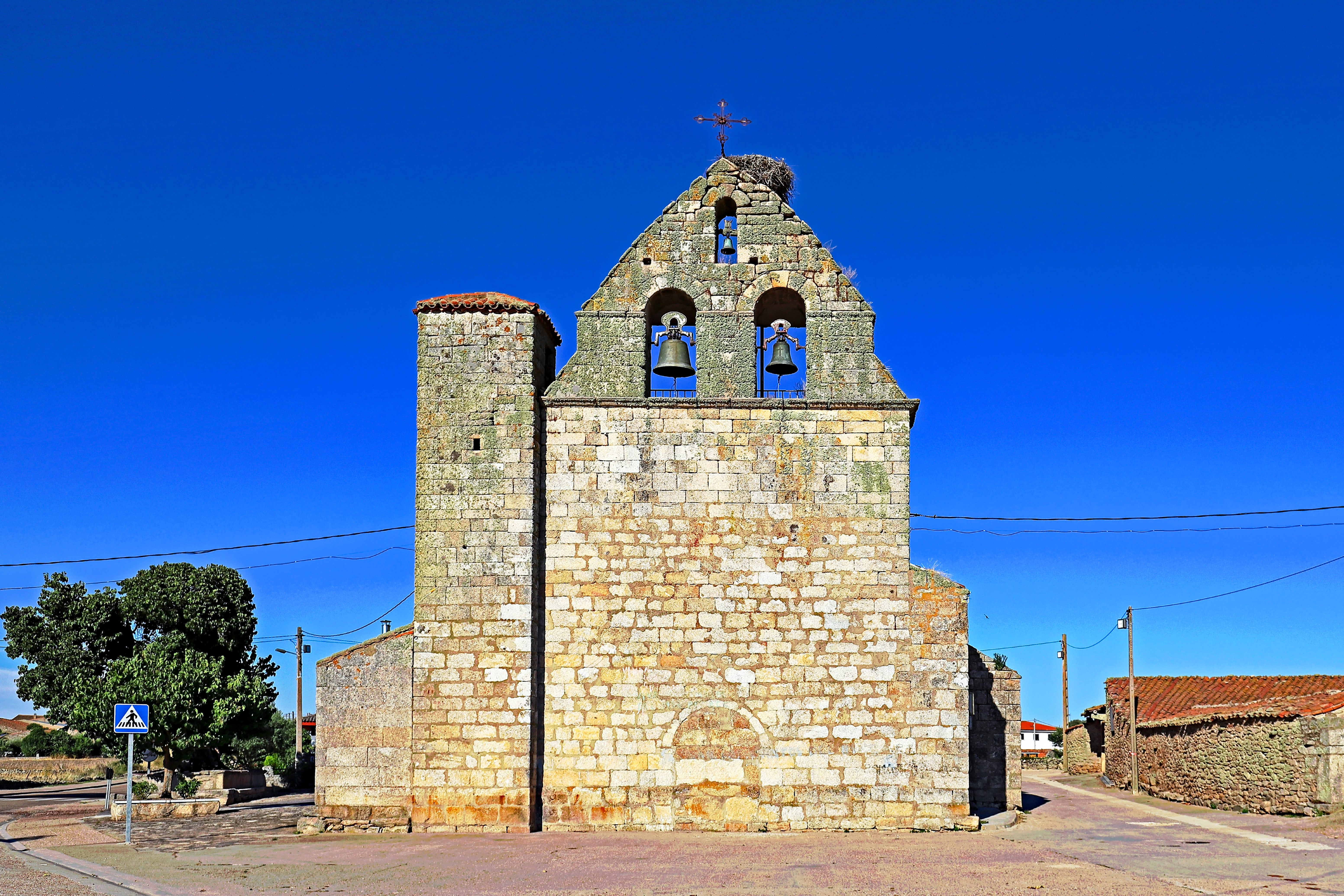
Carbellino – Iglesia de San Miguel Arcángel

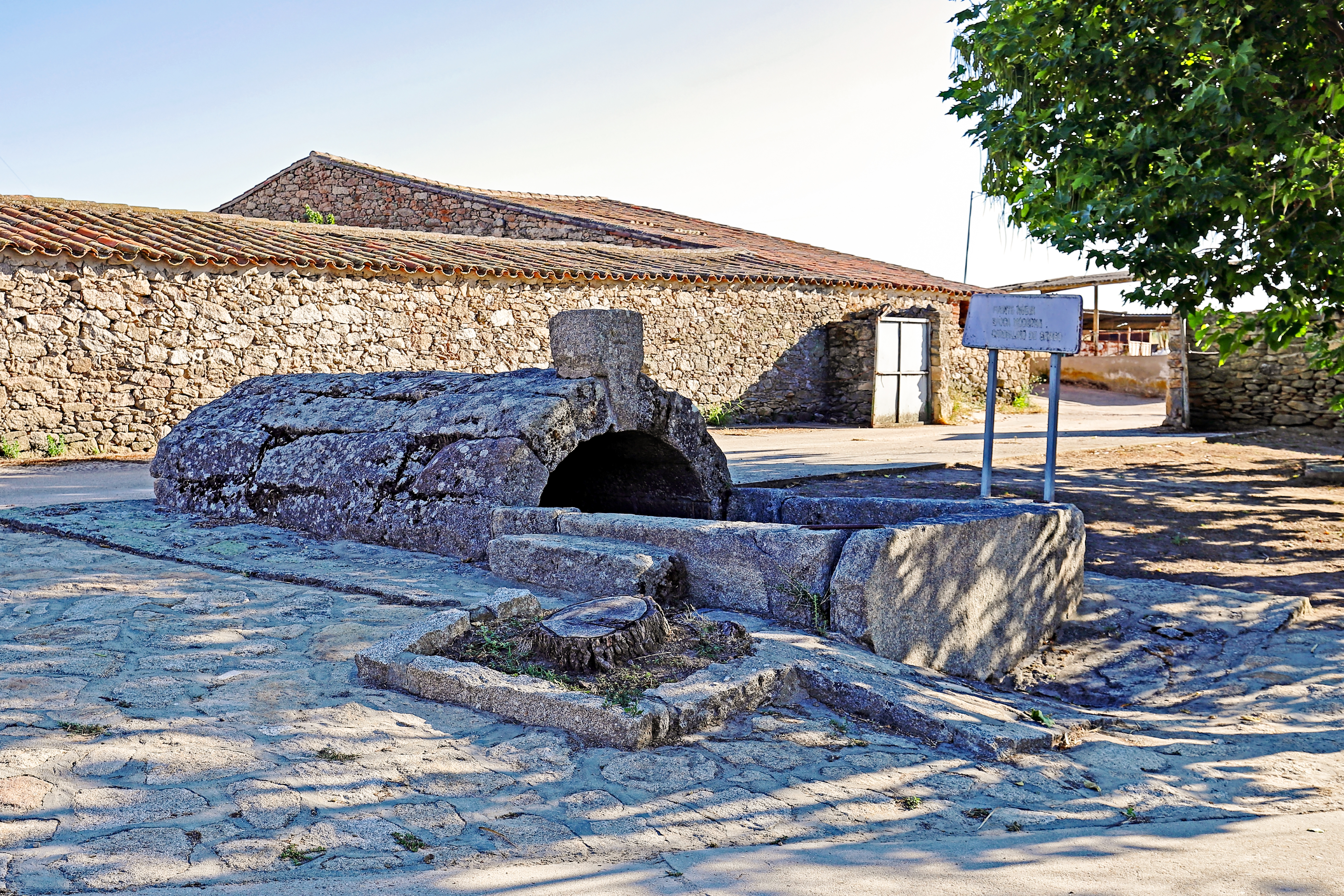
Carbellino – Brunnenanlage Fuente Nuevo

Carbellino ist ein nordwestspanischer Ort und eine Gemeinde (municipio) mit nur noch 182 Einwohnern (Stand: 2024) im Süden der Provinz Zamora in der Autonomen Gemeinschaft Kastilien-León.

## Lage und Klima
Der Ort Carbellino liegt nahe der Almendra-Talsperre in einer Höhe von ca. 775 m im Süden der alten Kulturlandschaft Sayago. Die Provinzhauptstadt Zamora ist knapp 50 km (Fahrtstrecke) in nordöstlicher Richtung entfernt. Das gemäßigte Klima wird zeitweise vom Atlantik beeinflusst; Regen (ca. 550 mm/Jahr) fällt vorwiegend im Winterhalbjahr.

## Bevölkerungsentwicklung
| Jahr      | 1857 | 1900 | 1950 | 2000 | 2020 |
| Einwohner | 857  | 843  | 541  | 272  | 179  |

Infolge der Mechanisierung der Landwirtschaft, der Aufgabe von bäuerlichen Kleinbetrieben („Höfesterben“) und der daraus resultierenden Arbeitslosigkeit auf dem Lande ist die Bevölkerung seit Beginn des 20. Jahrhunderts deutlich zurückgegangen.

## Wirtschaft
Die Landwirtschaft, vor allem die Anpflanzung von Oliven- und Obstbäumen sowie die Zucht von Rindern (siehe Sayaguesa), Schafen und Ziegen, spielt traditionell die größte Rolle im Wirtschaftsleben der Gemeinde. Daneben fungierte der Ort bereits im Mittelalter als Handels-, Handwerks- und Dienstleistungszentrum für die Weiler und Einzelgehöfte in der Region. Im 19. und 20. Jahrhundert wurden bedeutende Kaolinvorkommen entdeckt und ausgebeutet. Einnahmen aus dem Tourismus in Form der Vermietung von als Ferienwohnungen (casas rurales) genutzten leerstehenden Häusern sind seit den 1960er Jahren hinzugekommen.

## Geschichte
Auf dem Gemeindegebiet wurden kupfer- und bronzezeitliche Kleinfunde gemacht. In vorrömischer Zeit siedelten hier Stammesgruppen vom keltischen Volk der Vettonen, die von den Römern im Jahre 193 v. Chr. unterworfen wurden (Hispanien). Aus westgotischer und islamischer Zeit sind keine Funde bekannt. Die Rückeroberung (reconquista) der nur dünn besiedelten und abgelegenen Gebiete durch das Königreich León im 10. und 11. Jahrhundert verlief weitgehend kampflos; danach begann die Wieder- – oder besser – Neubesiedlung (repoblación). Im Jahr 1176 wird der Ort erstmals urkundlich erwähnt.

## Sehenswürdigkeiten
- Die aus exakt behauenen Werksteinen errichtete Iglesia de San Miguel Arcángel ist ein Bau aus dem frühen 13. Jahrhundert; die ehemals wohl halbrunde Apsis wurde später durch einen kubischen und geringfügig höheren Anbau ersetzt. Original erhalten sind die schmucklose Westfassade der Kirche mit ihrem zugemauerten Portal sowie das Nordportal; der zweigeschossige Glockengiebel (espadaña) scheint ebenfalls alt zu sein.
- Angrenzend an das Rathaus (ayuntamiento) befand sich die ehemalige Schule des Ortes.
- Zu dem Bauensemble an der Plaza Mayor gehört auch der Uhrturm (torre de reloj).
- Die Casa del Cura zeigt ornamentgeschmückte Fenster.
- Die Fuente Nueva ist eine neuzeitliche Brunnenanlage.

Umgebung
- Etwa 4 km nordöstlich des Ortes befinden sich die Überreste des megalithischen Dolmen del Casal del Gato.
- Aus späterer Zeit stammen Mühlen sowie etliche Trockensteinmauern (cortinas).